# Opius perminutus
Opius perminutus är en stekelart som beskrevs av Fischer 1964. Opius perminutus ingår i släktet Opius och familjen bracksteklar. Inga underarter finns listade i Catalogue of Life.